# Антонієві печери (Чернігів)

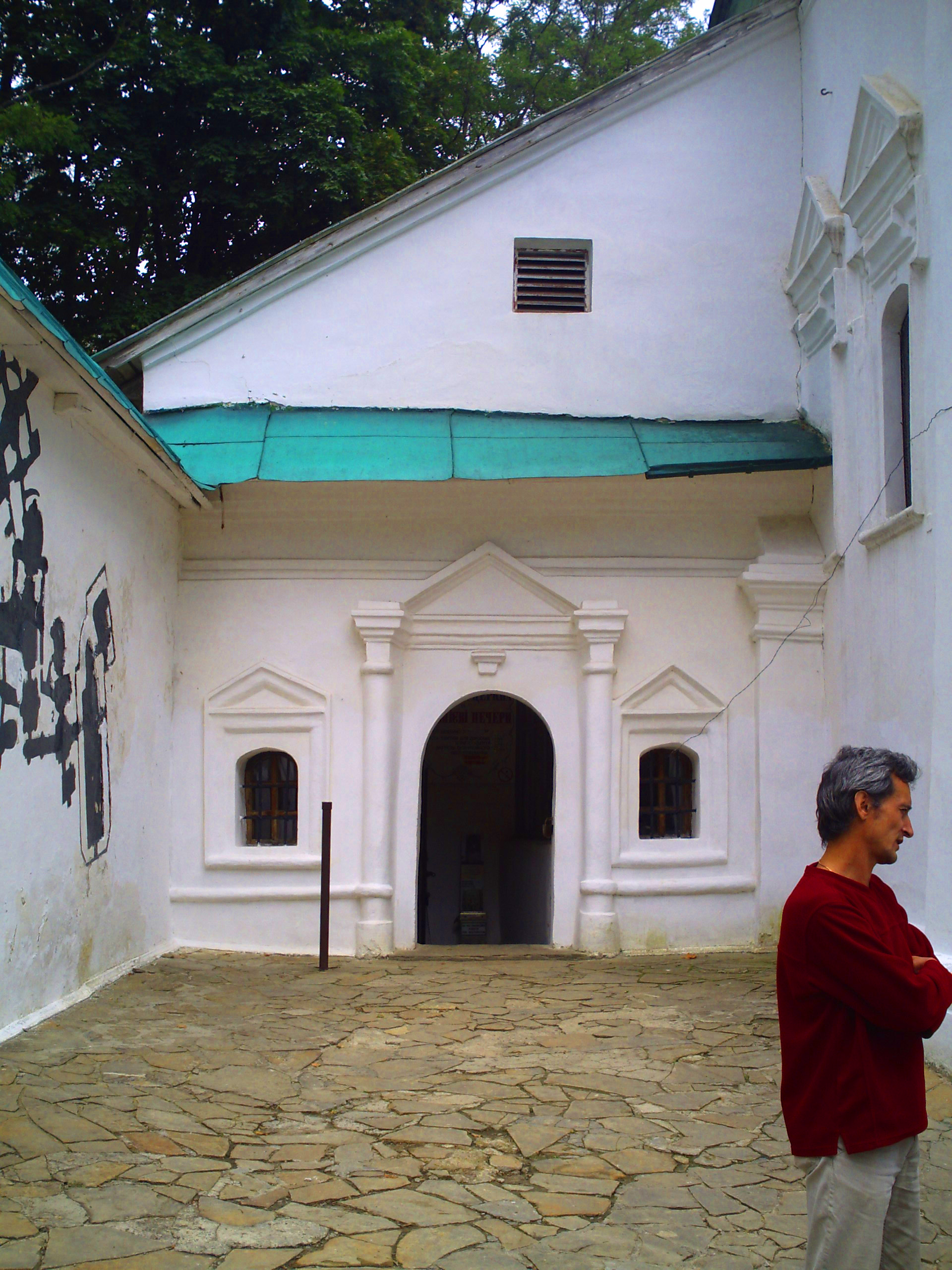
Вхід до Антонієвих печер в Іллінському монастирі

Анто́нієві пече́ри — печерний комплекс ХІ — XIX ст. у Болдиних горах у Чернігові. Комплекс печер, заснований на початку ХІ ст. батьком руського чернецтва — чернігівським князем Святославом Ярославичем та Антонієм Печерським, одним із засновників Києво-Печерського монастиря.

## Загальна інформація
У давні часи на цих горах були язичницькі капища. За переказами, в них Антоній Печерський викопав печери і заснував монастир. Як написано в Іпатіївському літопису: «И пріслав Стьслав нощью поя Антония к Чернігову. Антоній же прішед к Чернігову і взлюби Болдіну гору і іскопав пешеру, і ту всєліся, и єсть монастырь святое Богородіци на Болдіних горах і до сіх дні».
Богородичний монастир було створено за прикладом скельних православних монастирів, який складався з багатьох підземних приміщень (келії для ченців, печерні некрополі, підземні храми). На території печерного комплексу збереглась одна із наземних споруд того часу — Іллінська церква.
У середньовічну добу печери служили для місцевих мешканців захистком від нападу татар.
У середині XVII ст. монастир та Іллінська церква були відновлені на кошти старшого сотника Чернігівського полку Степана Подобайла та зусиллями ієромонаха Зосима Тишевича. На сусідній горі у XVII—XVIII ст. споруджено Троїцько-Іллінський монастир. 
Новоантонієві печери — комплекс, який складався з декількох підземних храмів та галерей з поховальними нішами в мурах. Він поєднується з Іліїнським храмом та Антонієвими печерами критою галереєю. Новоантонієві печери мали довжину 200 м, зараз після обвалів вони складаються з трьох різних підземель, довжина самого більшого 50 м.
З 1967 р. Антонієві печери та інші споруди Троїцько-Іллінського монастиря входять до складу архітектурно-історичного заповідника. Сьогодні підземний комплекс загальною довжиною 350 метрів складається із галерей, об'єднаних між собою.

## Інформація
Завдяки багаторічним археологічним дослідженням відомо, що в стародавні часи монастир складався з порівняно невеликих підземних споруд. Це — печери, які використовувались монахами для відправлення релігійних обрядів та проживання, печерні некрополі (кимітирії) і підземні церкви. До речі, вони й сьогодні вражають відвідувачів печер та науковців своїми розмірами і архітектурними формами.
Також відомо, що у давні часи на цих горах були язичницькі капища. На території печерного комплексу збереглась одна із наземних споруд того часу — Іллінська церква, вона використовувалась як хрещальня. Крім того, тут діяло, очевидно, декілька плінфовипалювальних печей, які могли виробляти за один цикл понад шість тисяч штук цегли. Таким чином, монастир не тільки забезпечував свої потреби в будівельному матеріалі, а, можливо, й виготовляв їх на продаж. З 1967 року Антонієві печери та інші споруди Троїцько-Іллінського монастиря входять до складу архітектурно-історичного заповідника. Сьогодні підземний комплекс загальною довжиною 350 метрів складається із галерей, об'єднаних між собою.
Велика вологість виключала можливість побудувати в печерних церквах дерев'яні іконостаси. Вони були замінені мурованими стінами з металевими іконами на них. Царські врата були також зроблені з металу (збереглися в церквах Антонія та Феодосія). Традиційно святинями Антонієвих печер вважаються келія Антонія Печерського та гробниця з кістками ченців, яких вбили в 1239 році монголо-татари.

## Опис Антонієвих печер Троїцького монастиря

Схема Антонієвих печер

Печерний християнський монастир заснований у 1069 р. чернігівським князем Святославом Ярославичем (1027—1076) і відомим церковним діячем давньоруської доби Антонієм Печерським (983—1073), який народився на Чернігівщині у місті Любечі. Монастир спочатку мав назву Богородичний (монастир Божої Матері). Літописець стверджує, що Антоній прибув до Чернігова, рятуючись від гніву князя київського Ізяслава. Він полюбив Болдині гори, викопав печеру і з того часу на Болдиних горах існує монастир. Очевидно, заснування монастиря було тісно пов'язане з суперництвом між двома найбільшими культурними та політичними центрами староукраїнської держави — Києвом та Черніговом. У Києві вже існував і набув великої популярності Печерський монастир. Чернігівський князь Святослав, намагаючись протиставити свою столицю «матері міст руських», з допомогою Антонія створив на Болдиних горах подібний храм.
Інтенсивний розвиток Болдиногорського Богородичного монастиря продовжувався до 1239 року, коли Чернігів був зруйнований монголо-татарами. Період занепаду тягся до XVII ст., коли здійснюється реконструкція монастиря. Її ініціатором став чернігівський козацький полковник Степан Подобайло, за його кошти і проводилася відбудова, яка тривала до кінця XIX ст. Внаслідок цих реконструкцій Антонієві печери набули сучасного вигляду. Зараз Антонієві печери є комплексом підземних приміщень і переходів загальною довжиною близько 350 м, котрі розміщуються у товщі Болдиних гір (в межах сучасного міста Чернігова). Глибина залягання печер коливається від 2 до 12 метрів відносно поверхні гори.
Всі підземні споруди знаходяться на двох основних рівнях. Геологічні умови дозволили будівельникам створювати приміщення без додаткових кріплень і забезпечувати їх довговічність. Цим пояснюється наявність значних ділянок давніх галерей та підземних камер. На деяких стінах збереглися пізньосередньовічні написи-графіті, особливо на нижньому ярусі печер. Ця ділянка має довжину близько 100 метрів. Вона збереглася в ґрунтовому варіанті за винятком трьох метрів біля входу, які закріплені цеглою. В різні часи ця частина Антонієвих печер використовувалася як житловий район або як підземний некрополь.
Ще одна давня ділянка комплексу розміщується на другому ярусі. Вона складається з галерей та приміщень між церквами Феодосія Тотемського і Миколи Святоші. Під час досліджень була знайдена давньоруська підземна церква досить великих розмірів (довжина 12 м, ширина від 5 до 2 метрів при висоті 3 м). Вона була покинута в давнину і більше не відновлювалася. На південь з неї, в напрямку входу до Іллінської церкви, йде широка галерея (висотою до 3 м), яка у свій час могла бути головним входом комплексу.
У XVIII—XIX ст. були створені три облицьовані цеглою підземні храми. Найцікавіший з них в архітектурному відношенні — храм Феодосія Тотемського. Його стіни і склепіння виконані в стилі українського бароко (напівциркульні ніші, карнизи, півколонки, арки, пілястри). Церква Феодосія Тотемського стала головним храмом підземного комплексу і найбільшою підземною церквою в Лівобережній Україні. Її розміри вражають: висота в нартексі — 8,5 м, довжина — 15,5 м. Церква має хори, влаштовані позаду цегляного склепіння в північній частині. Дві інші підземні церкви монастиря — св. Антонія Печерського (довжина — 11,7 м, ширина — 4 м, висота — 4,5 м), та св. Миколи Святоші (довжина 12 м, найбільша ширина — 2,32 м, висота — 2,68 м) мають простішу архітектуру.
Святині Антонієвих печер — келія Антонія Печерського та гробниця з кістками ченців, яких вбили в 1239 році монголо-татари. У 1967 році пам'ятка була включена до складу Чернігівського архітектурно-історичного заповідника.
Насправді, Антонієви печери мають не два яруси, а чотири: з підтвердження учасників спелео-археологічної секції інші два яруси існують, але вони не досліджені.

## Цікаві Факти
- Печерний нижній ярус, за винятком цегляного 3-х метрового входу, довжиною майже 100 метрів, повністю розташовано в ґрунті.
- На 2-х основних рівнях розташовані підземні споруди. Завдяки особливим геологічним умовам спорудження були зроблені без додаткових кріплень. Збереглися на стінах середньовічні надписи-граффіті.
- Між церквами Феодосія Тотемського та Миколи Святоші на 2-ому ярусі комплекс складається з галереї і приміщень.
- В віці 86 років Антоній Печерський залишив Київ і пішов до Чернігова.

У Чернігові вибрав місце на Болдиній горі (назва походить від давньоруського «болд» — дуб, на цих горах росли дубові гаї).
- Ґрунт гори не скальний, а лісовидний суглинок з переважним вмістом глини і незначною кількістю піску, структура такого ґрунту міцна, не пропускає воду.

## Галерея

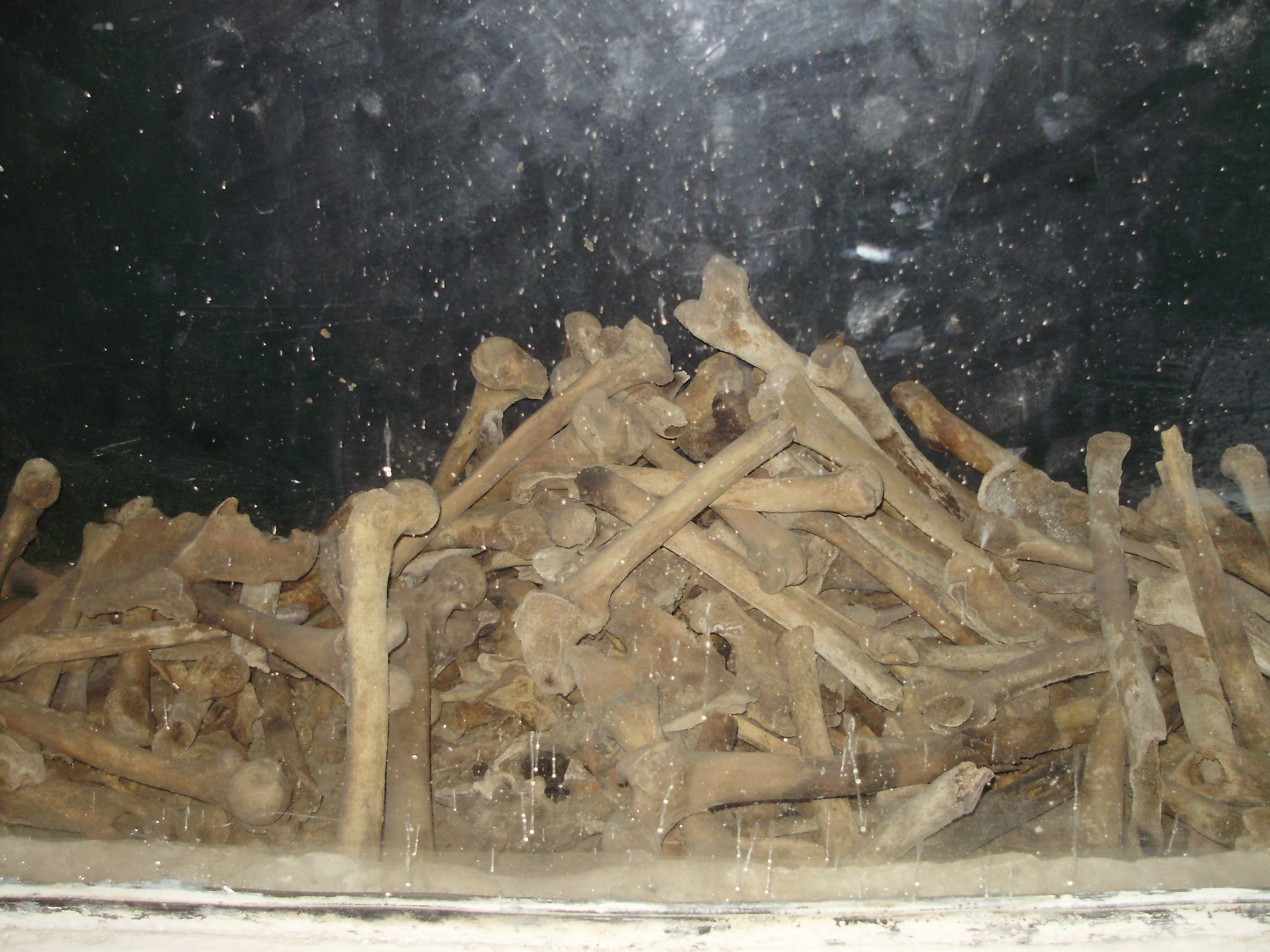
Рештки ченців, загиблих під час монголо-татарської навали (13 століття)
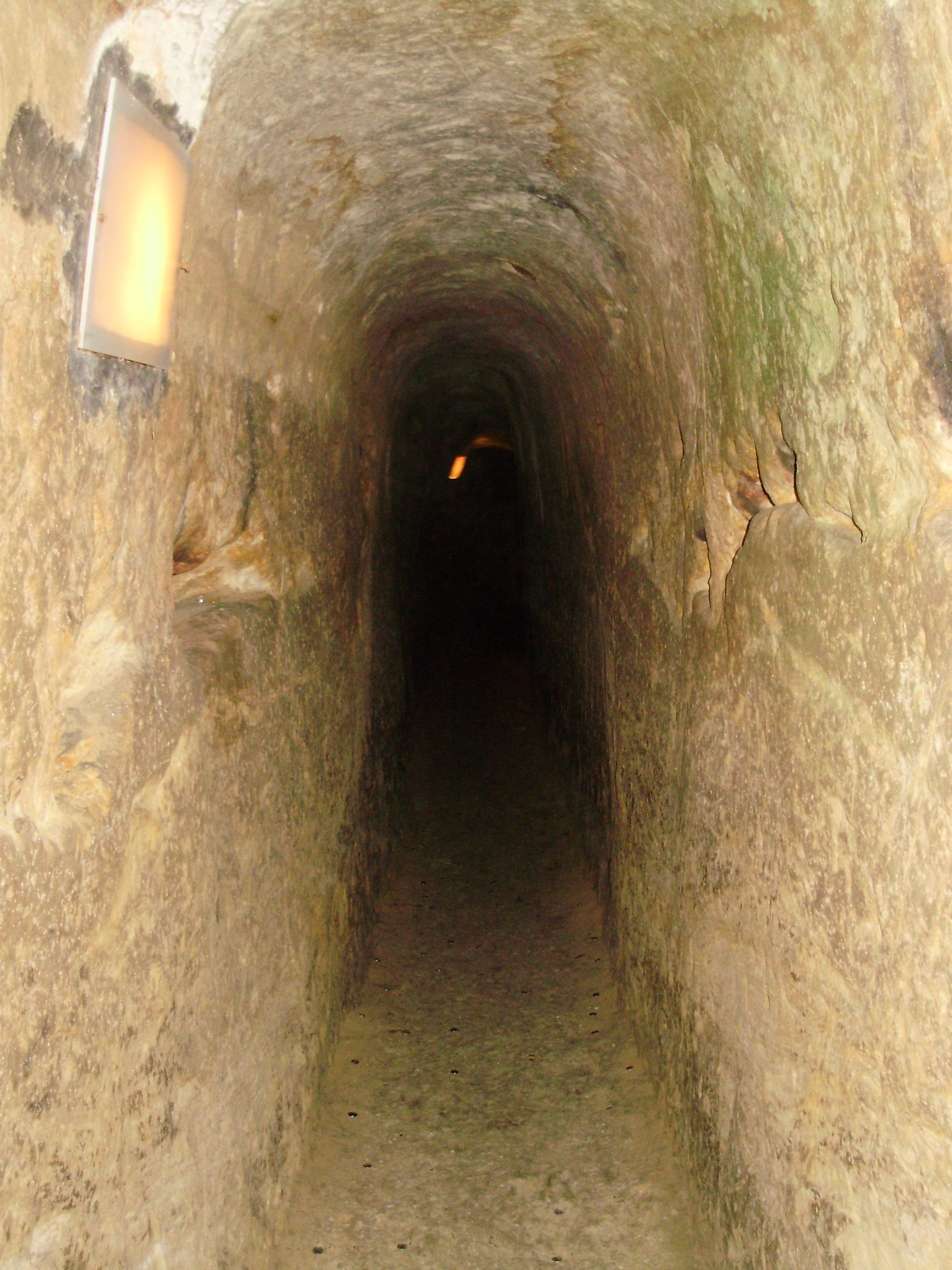
Ходи в печерах
План нижнього ярусу печер
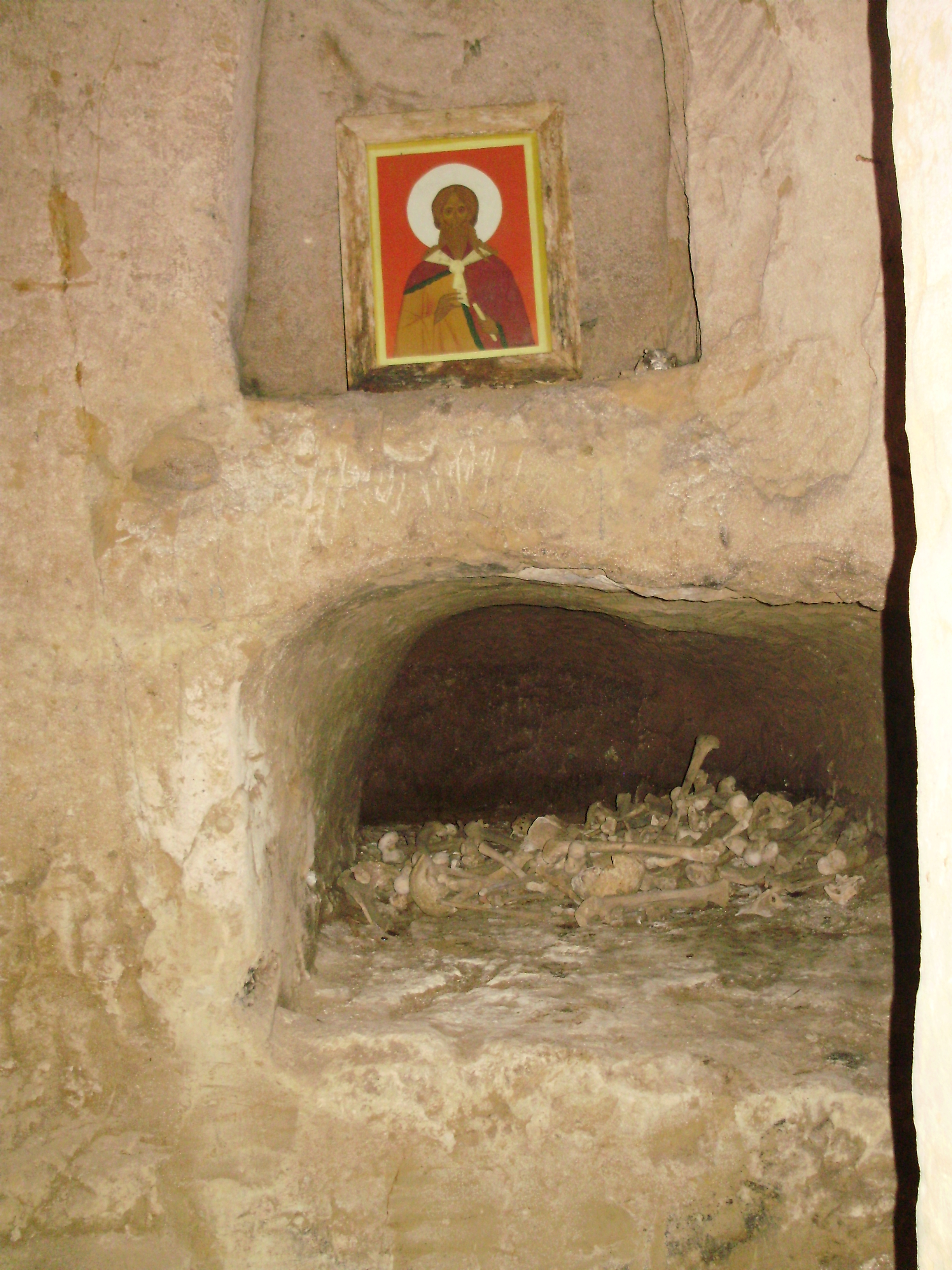
Каплиця з поховальною нішею
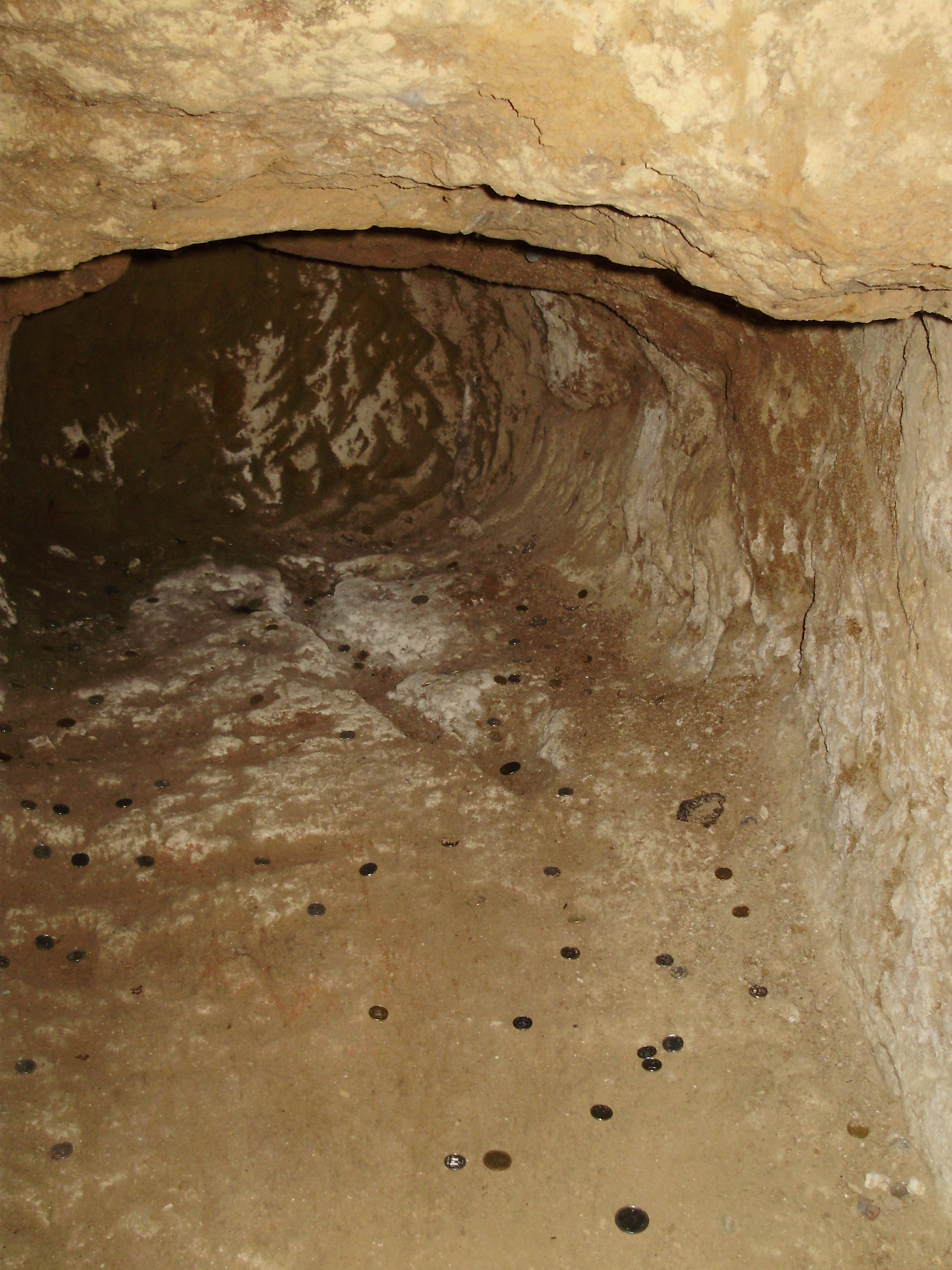
Келія в Антонієвих печерах
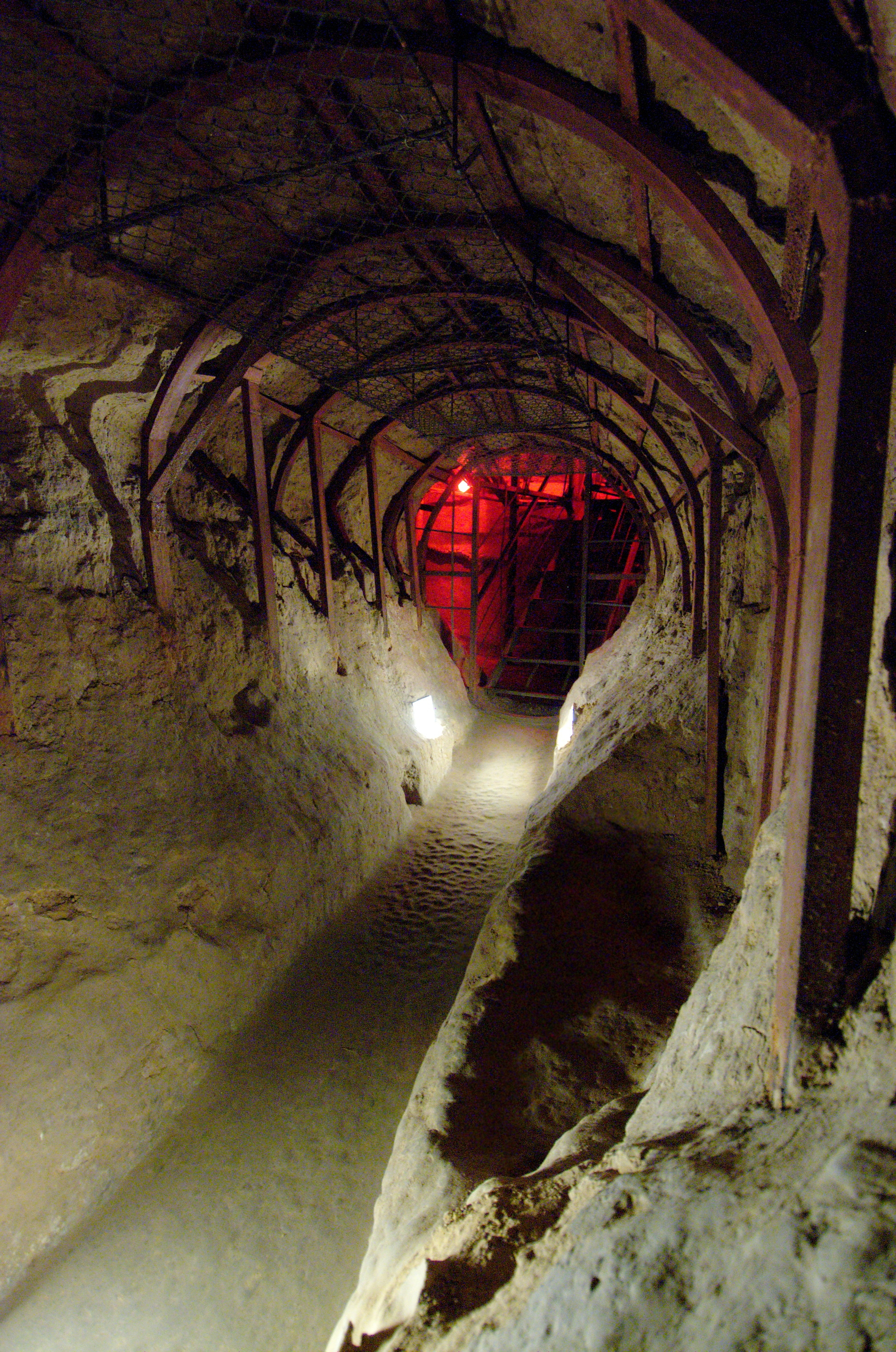
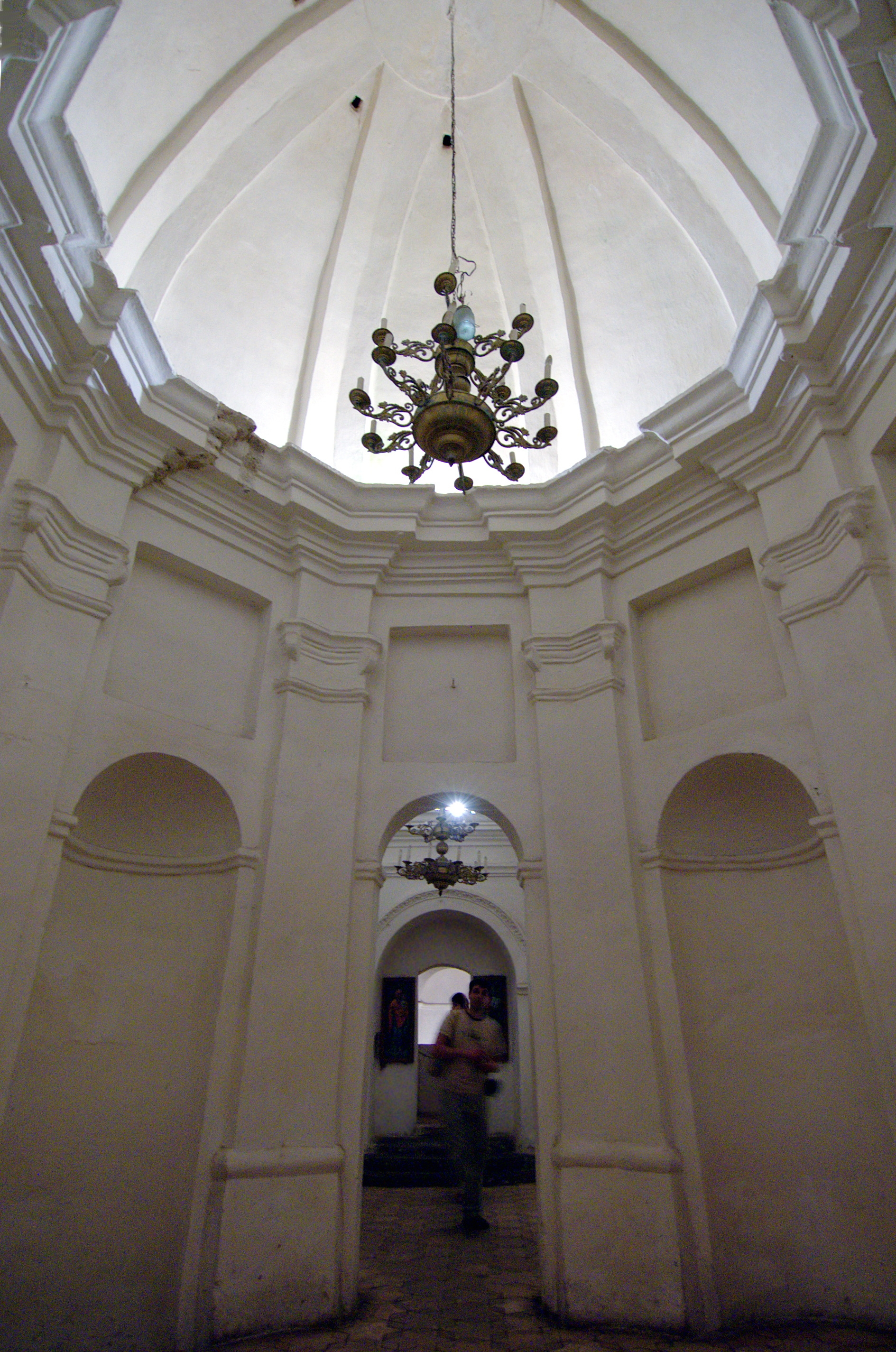
Церква преп. Феодосія Тотемського — найвища підземна церква Лівобережної України
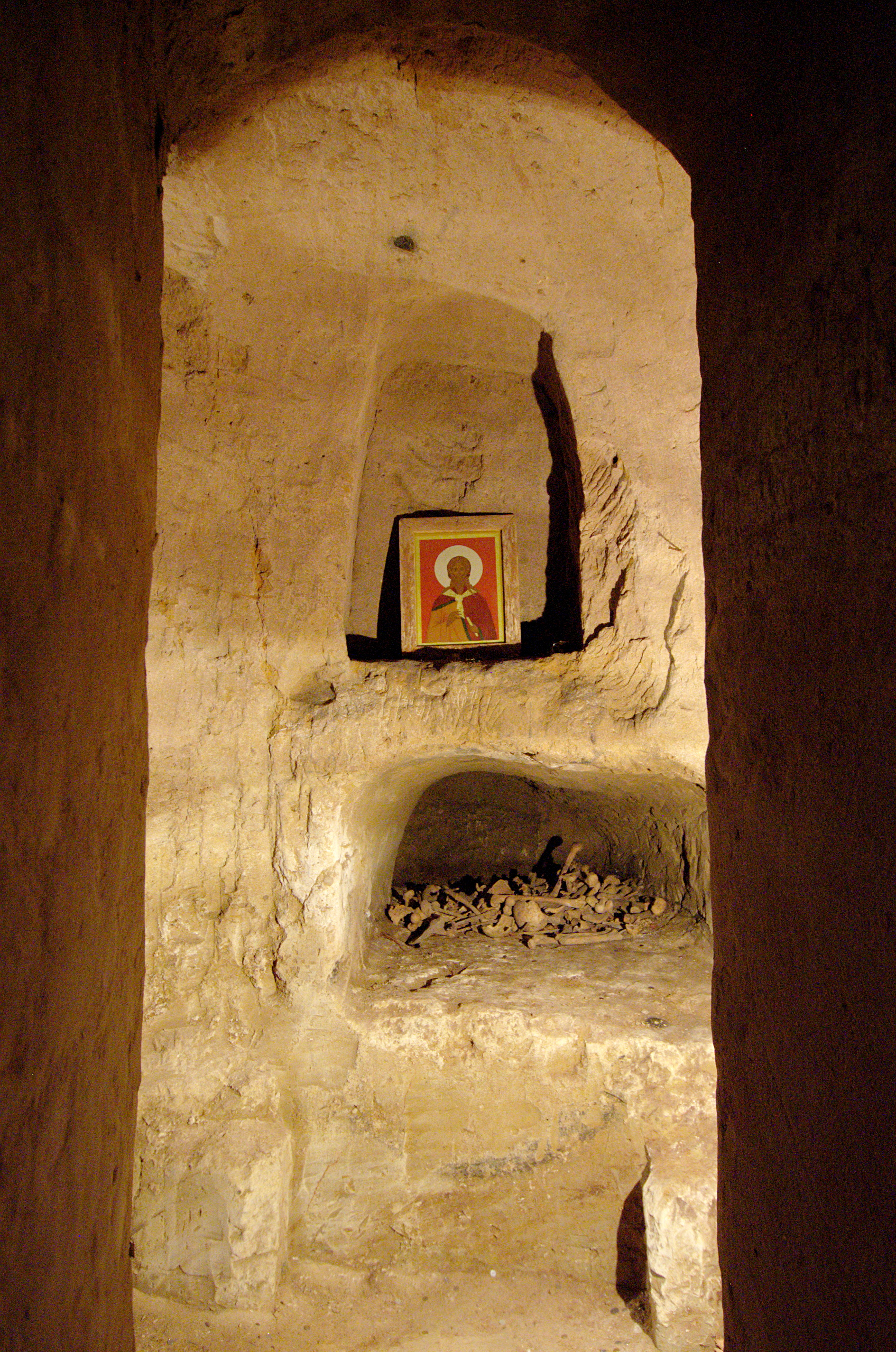
Підземна келія
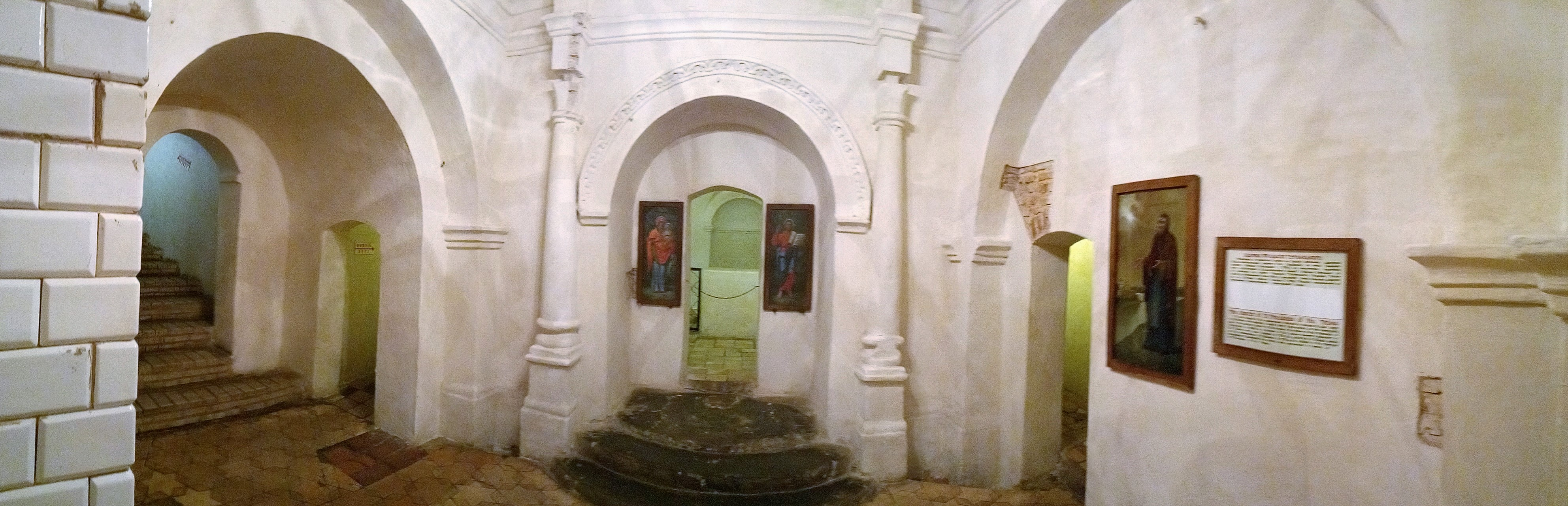
Церква Феодосія Тотемського
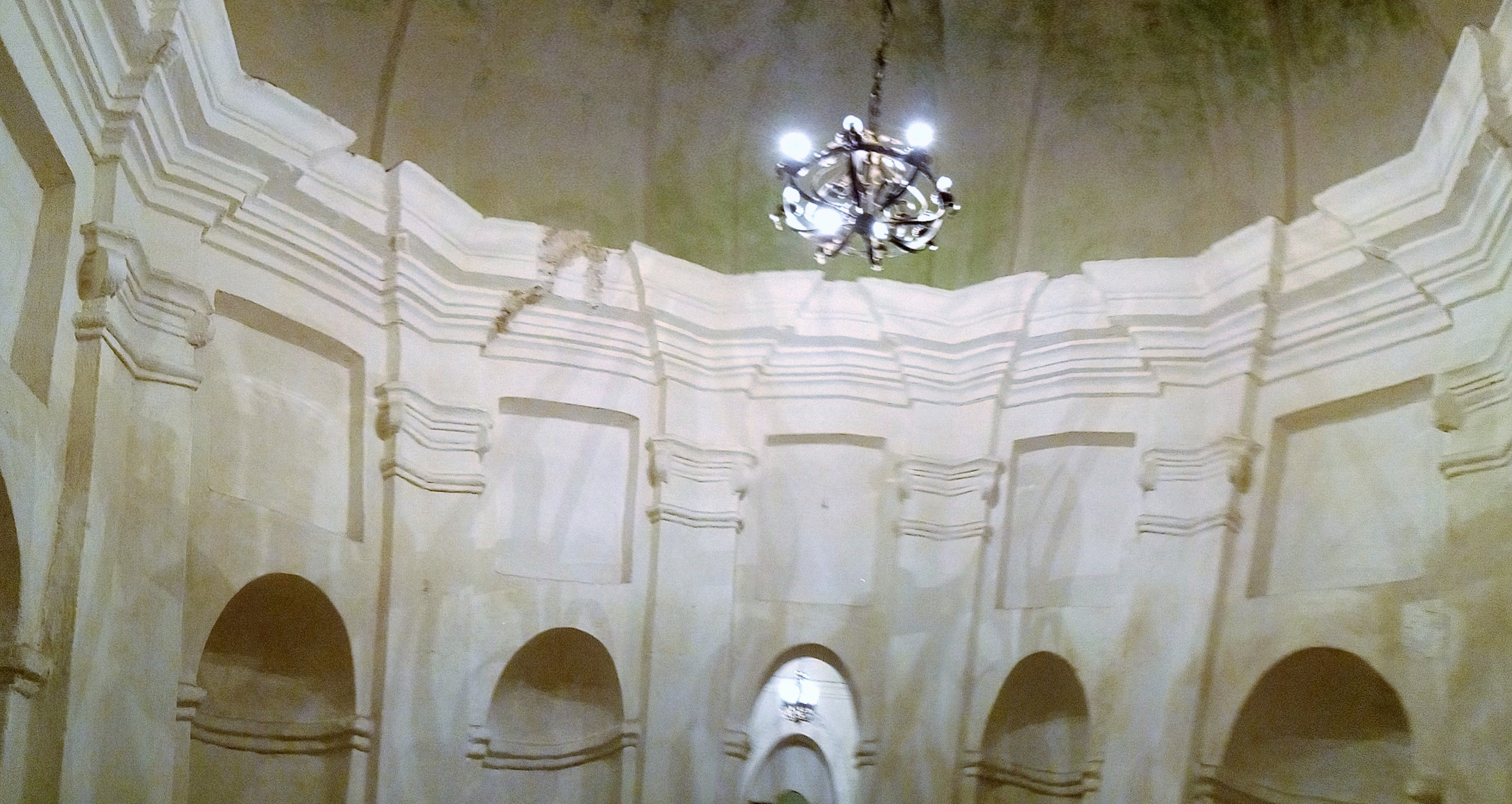
Церква Феодосія Тотемського

## Див.також
- Сім чудес України
- Аліпієві печери